# Viols-le-Fort
Viols-le-Fort (okzitanisch: Viòus lo Fòrt) ist ein Ort und eine französische Gemeinde mit 1.223 Einwohnern (Stand: 1. Januar 2022) im Département Hérault in der Region Okzitanien (vor 2016: Languedoc-Roussillon). Sie gehört zum Arrondissement Lodève und zum Kanton Lodève. Die Einwohner werden Violiens genannt.

## Lage
Die Gemeinde Viols-le-Fort liegt etwa 20 Kilometer nordwestlich von Montpellier. Umgeben wird Viols-le-Fort von den Nachbargemeinden Saint-Martin-de-Londres im Norden, Viols-en-Laval im Osten sowie Argelliers im Süden und Westen.

## Bevölkerungsentwicklung
| Jahr                       | 1962 | 1968 | 1975 | 1982 | 1990 | 1999 | 2006 | 2013 | 2020 |
| Einwohner                  | 371  | 358  | 412  | 493  | 670  | 852  | 1010 | 1184 | 1242 |
| Quellen: Cassini und INSEE |      |      |      |      |      |      |      |      |      |

## Sehenswürdigkeiten

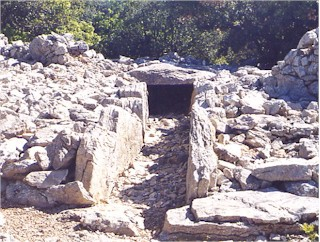
Dolmen de la Draille
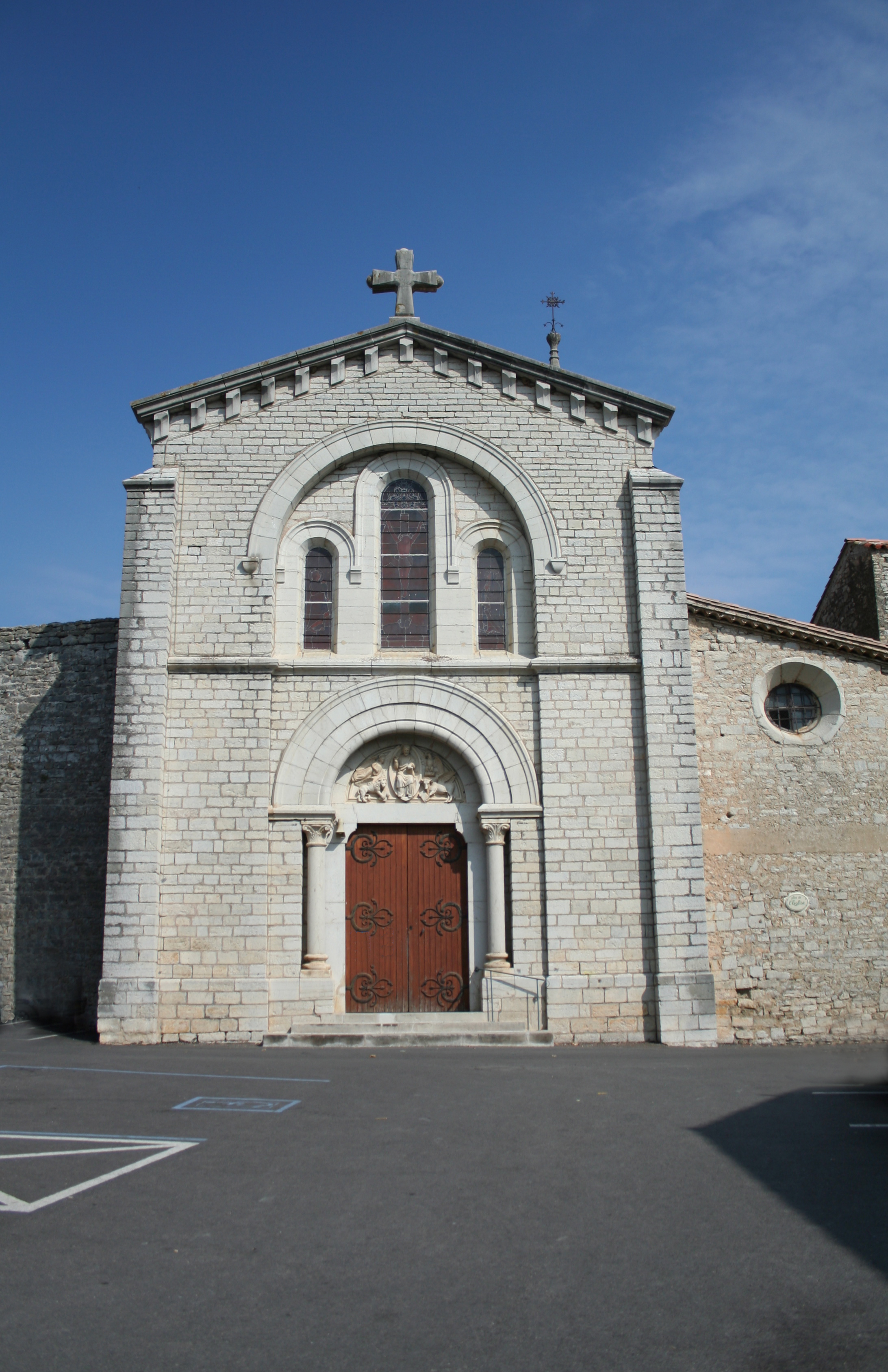
Kirche Viols-le-Fort

- Dolmen von Cambous
- Kirche Saint-Étienne
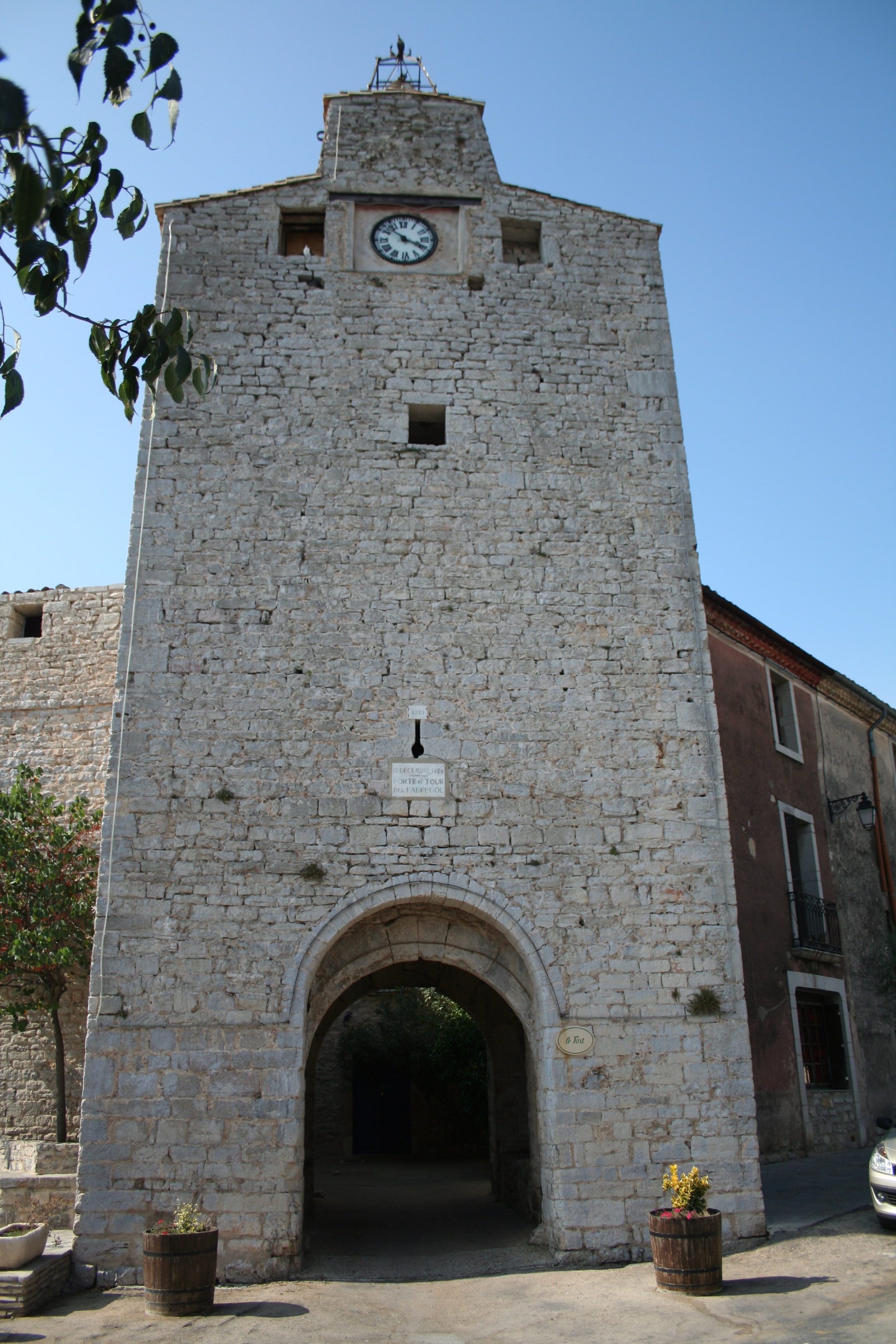
Tor Le Fanabregol
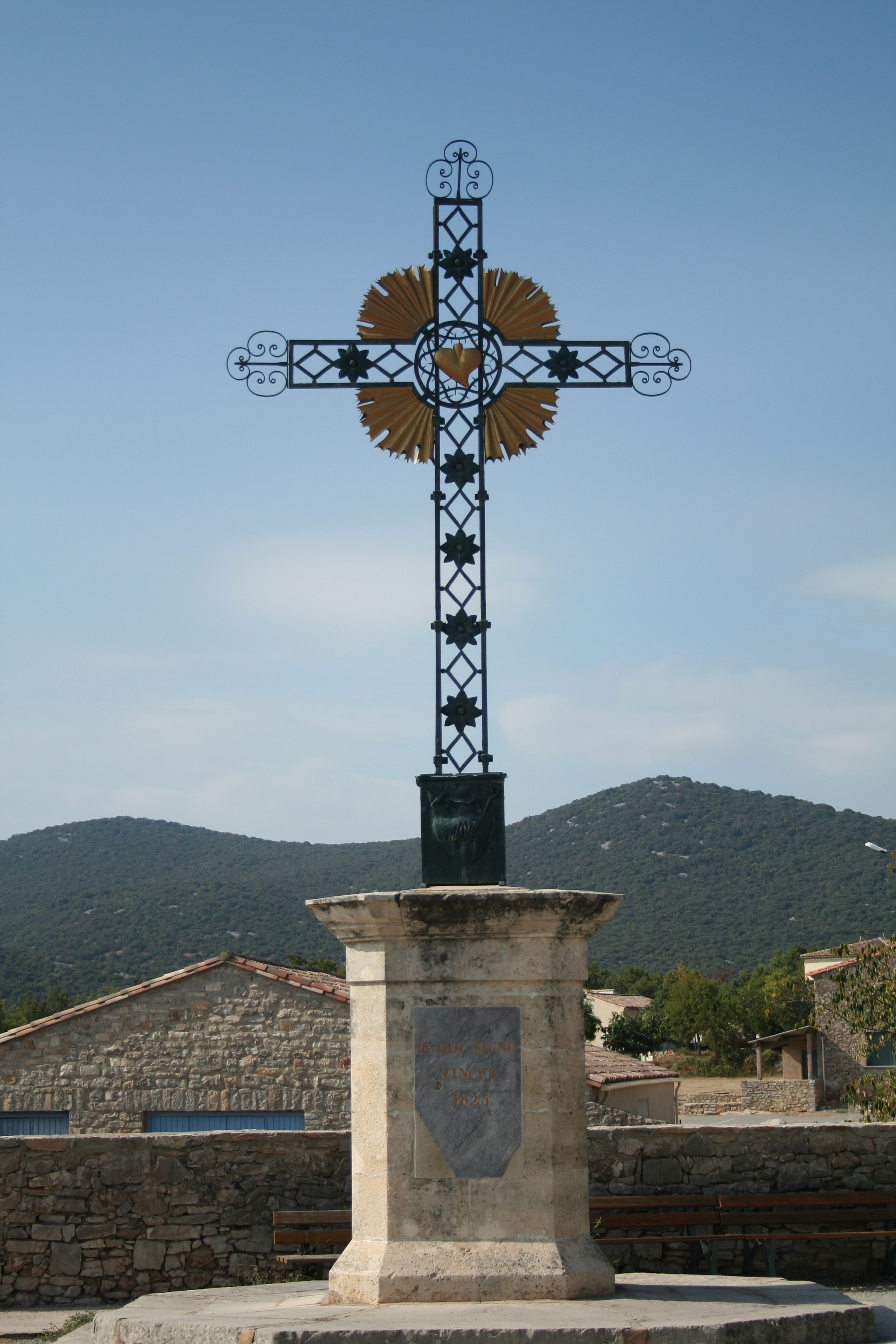
Kreuz aus dem Jahr 1824

- Dolmen de la Draille
- Kirche Viols-le-Fort
- Tor Le Fanabregol
- Kreuz aus dem Jahr 1824